# Along Came a Spider
Along Came a Spider is een Amerikaanse speelfilm uit 2001 onder regie van Lee Tamahori. Het verhaal is gebaseerd op dat uit de gelijknamige roman geschreven door James Patterson. Hoofdpersonage Alex Cross stond eerder ook centraal in Kiss the Girls (1997), eveneens een door Patterson geschreven en verfilmd boek. In beide gevallen geeft acteur Morgan Freeman Cross gestalte.

## Verhaal
Een meisje van een Amerikaanse school wordt ontvoerd door haar informaticaleraar Gary Soneji. Het meisje is de dochter van een senator. Politieagent Alex Cross en lid van het beveiligingsteam Jezzie Flannigan gaan naar haar op zoek. De ontvoerder blijkt uit te zijn op roem.

## Rolverdeling
| Acteur              | Personage          |
| ------------------- | ------------------ |
| Morgan Freeman      | Alex Cross         |
| Monica Potter       | Jezzie Flannigan   |
| Michael Wincott     | Gary Soneji        |
| Dylan Baker         | Ollie McArthur     |
| Mika Boorem         | Megan Rose         |
| Anton Yelchin       | Dimitri Starodubov |
| Kimberly Hawthorne  | Agent Hickley      |
| Jay O. Sanders      | Kyle Craig         |
| Billy Burke         | Ben Devine         |
| Michael Moriarty    | Senator Hank Rose  |
| Penelope Ann Miller | Elizabeth Rose     |
| Anna Maria Horsford | Vickie             |
| Scott Heindl        | Floyd              |
| Christopher Shyer   | Jim                |
| Jill Teed           | Tracie             |